# Quirguistão nos Jogos Olímpicos de Inverno de 1998
O Quirguistão competiu nos Jogos Olímpicos de Inverno de 1998, realizados em Nagano, Japão.